# Echeverri (apellido)
Echeverri (Etxeberri) es un apellido de origen vasco, que quiere decir "Etxe" (casa) y "Barri" / "Berri" (nueva). Es una variación de Echeverría (Etxeberria), en donde pierde la terminación en la letra "a" que viene siendo el artículo "la".

Es un apellido común en el departamento de Antioquia, Colombia, en la región Paisa y en Francia, especialmente el País Vasco Francés, con casa de Cabo de Armería originaria en Fuenterrabía y Hendaya. (Exeteberria) (Echeverri)